# Rúa Primero de Marzo
La Rúa Primero de Marzo es una calle de la ciudad de Río de Janeiro, Brasil. Se ubica en el Centro Histórico de la ciudad iniciándo en el cruce con la rúa de la Asamblea siguiendo el trazo de la avenida Presidente Antonio Carlos y termina en el inicio de la antigua Ladeira de São Bento. 
La antigua rúa Direita fue la rúa más antigua de Río de Janeiro y era la más importante de la ciudad en el siglo XIX. Originalmente unía el Largo da Misericórdia al Morro de São Bento. En 1875 pasó a llamarse "Primero de Marzo" en homenaje a la victoria aliada en la Batalla de Aquidabã que puso fin a la Guerra de la Triple Alianza. Coincidentemente, esa también es la fecha de fundación de la ciudad de Río de Janeiro.